# يكشوه (بوكان)
قرية يكشوه (بالكردية: یەکشەوە) هي إحدى القرى التابعة لـفيض الله بغي في ريف قسم مركزي من مقاطعة بوكان، في محافظة أذربیجان الغربیة الإيرانية.

## السكان
حسب إحصاءات سنة 2006، بلغ إجمالي السكان في يكشوه 546 نسمة وعدد المساكن 107 مسكن. لغة سكان يكشوه هي اللغة الكردية و هم من أهل السنة والجماعة والمذهب الشافعي.